# Adenophora pereskiifolia
Adenophora pereskiifolia là loài thực vật có hoa trong họ Hoa chuông. Loài này được Josef August Schultes công bố hợp lệ khoa học đầu tiên năm 1819 dưới danh pháp Campanula pereskiifolia trên cơ sở mô tả của Friedrich Ernst Ludwig von Fischer trước đó. Năm 1830 George Don chuyển nó sang chi Adenophora.